# Torii Kiyonobu
Torii Kiyonobu (鳥居清信?) (Osaka, 1664 - Edo, 22 de agosto de 1729) fue un pintor japonés, especializado en el género ukiyo-e. Fue el fundador de la escuela Torii.

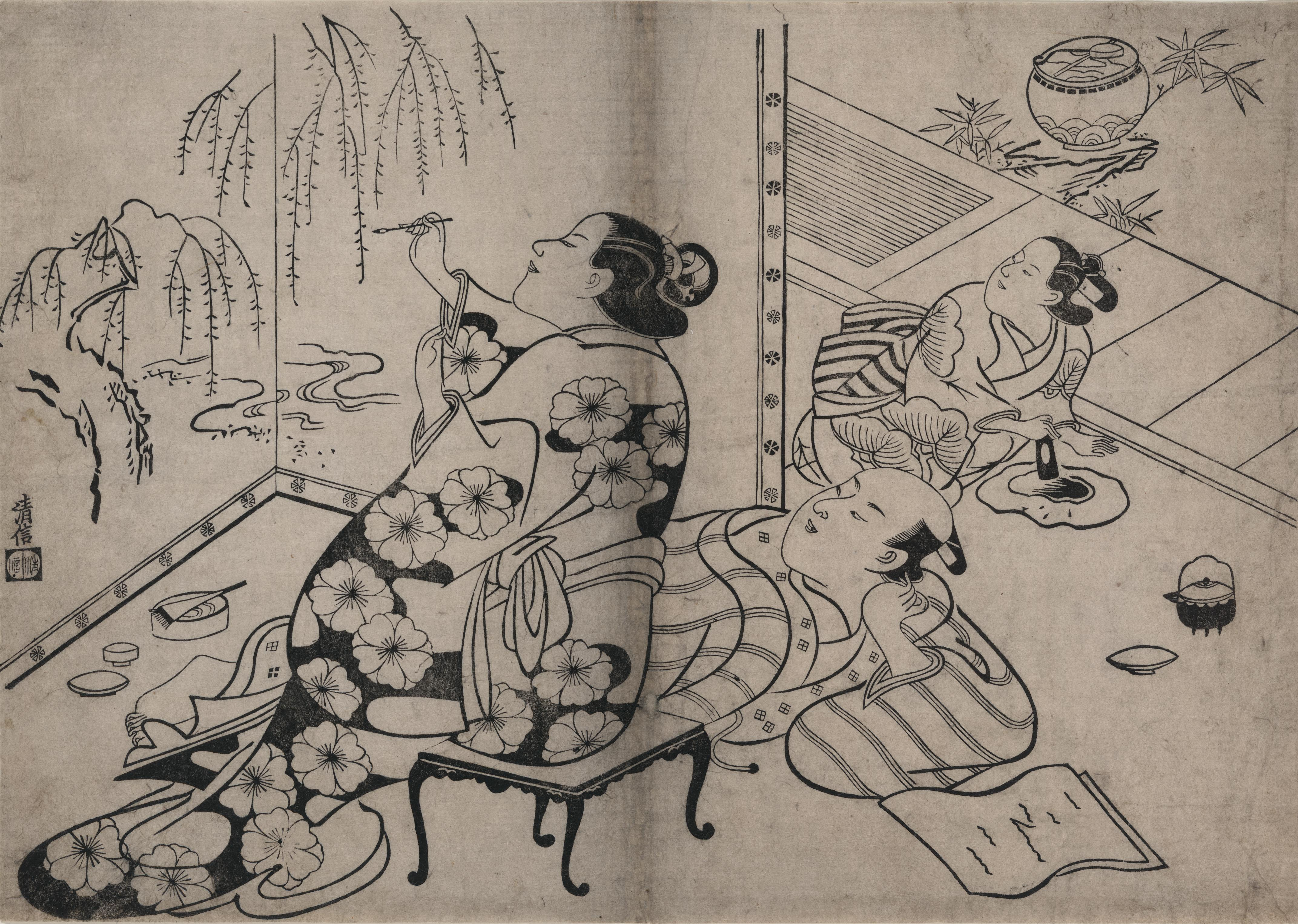
Cortesana pintando un biombo.

Era el segundo hijo del reconocido actor kabuki y pintor de Osaka Torii Kiyomoto. En su juventud se trasladó con su padre a Edo. Se inició haciendo carteles para el teatro kabuki, en un estilo cercano a Hishikawa Moronobu. En 1687 publicó su primer libro ilustrado, y a partir de 1700 empezaron a aparecer sus famosos grabados del género de actores, yakusha-e. Eran imágenes de gran tamaño, con un rico colorido y gran precisión en el detalle, con un estilo dinámico y enérgico, de líneas muy trazadas. Con su obra se pusieron de moda los retratos individuales de actores, que tuvieron mucha repercusión posterior. También cultivó el bijin-ga, el género de retratos femeninos, siendo famoso su libro de cortesanas de Yoshiwara de 1710. Igualmente, hizo incursiones en el género erótico shunga. Trabajó con Torii Kiyomasu, su hijo o hermano pequeño, y tuvo como discípulo a Torii Kiyonobu II, quizá su hijo, así como a Torii Kiyoshige.  